# Godardia madagascariensis
Godardia madagascariensis är en fjärilsart som beskrevs av Lucas 1842. Godardia madagascariensis ingår i släktet Godardia och familjen praktfjärilar. Inga underarter finns listade i Catalogue of Life.